# Goldbach (Nessetal)
Goldbach is een plaats en voormalige gemeente in de Duitse deelstaat Thüringen, en maakt deel uit van de Landkreis Gotha.
Goldbach telt  inwoners.
De gemeente maakte deel uit van de Verwaltungsgemeinschaft Mittleres Nessetal tot dit op 1 januari 2019 werd opgeheven en werd Goldbach de hoofdplaats van de op die dag gevormde gemeente Nessetal.

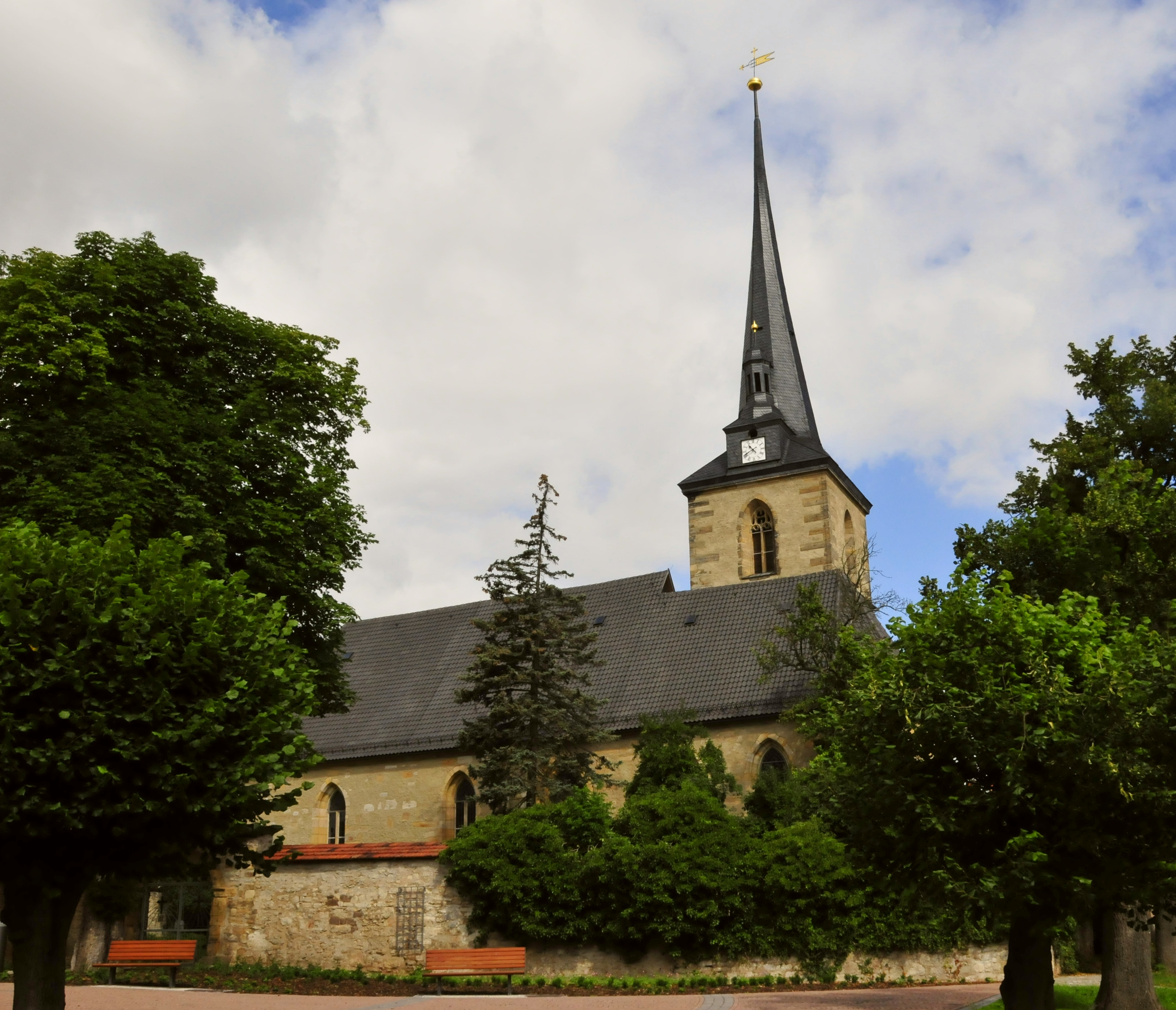
Dorpskerk